# L'ultimo gattopardo - Ritratto di Goffredo Lombardo
 L'ultimo gattopardo - Ritratto di Goffredo Lombardo  è un documentario del 2010 diretto da Giuseppe Tornatore. Omaggio al produttore Goffredo Lombardo, realizzato attraverso le interviste ad attori, registi, sceneggiatori, musicisti, tecnici, critici e collaboratori che hanno lavorato con lui o che lo hanno apprezzato durante tutta la sua carriera.

## Trama
Il lungometraggio ricorda la vita e il lavoro del produttore cinematografico Goffredo Lombardo, figlio di Gustavo Lombardo e dell'attrice Leda Gys. Contiene l'inserto scelto di sequenze di numerosi film prodotti dalla sua casa di produzione Titanus.
Oltre alla segretaria, Cesarina Marchetti, vengono intervistati i registi: Mario Monicelli, Ettore Scola, Francesco Rosi, Ermanno Olmi, Lina Wertmüller, Folco Quilici, Dario Argento, Pasquale Squitieri, Marco Vicario, Fabrizio Costa, Carlo Vanzina, Neri Parenti, Franco Giraldi e Paolo Pietrangeli.
Parlano poi sceneggiatori e soggettisti: Enrico Medioli, Enrico Lucherini, Suso Cecchi d'Amico, Massimo De Rita, Enrico Vanzina, Patrizia Carrano, Callisto Cosulich, Ciro Ippolito, insieme al montatore: Mario Morra ed al fotografo Giuseppe Rotunno.
È poi la volta delle testimonianze e dei ricordi degli attori: Alain Delon, Burt Lancaster, Bud Spencer, Giuliano Gemma, Giacomo Furia, Carlo Verdone, Riccardo Tozzi e Claudio Mancini e delle attrici: Sophia Loren, Virna Lisi, Cristiana Capotondi, Elena Sofia Ricci e Gabriella Pession.
Sono coinvolti anche scrittori e critici, come Gian Luigi Rondi, Alberto Bevilacqua e Caterina D'Amico ed il presentatore Pippo Baudo.
Il mondo della musica è rappresentato dal discografico Carlo A. Bixio, dai cantanti Nino D'Angelo, Gianni Morandi e Massimo Ranieri, dai musicisti Renzo Arbore, Armando Trovajoli ed Ennio Morricone (il quale ha curato le musiche originali, con brani di Nino Rota, Carlo Rustichelli ed Armando Trovajoli).

## Distribuzione
Il lungometraggio è stato presentato fuori concorso alla 67ª Mostra internazionale d'arte cinematografica di Venezia in settembre 2010. Poi è stato presentato a gennaio 2011 al Teatro Petruzzelli di Bari, in una apposita serata di gala del festival internazionale del cinema BIF&ST, con l'intervento dello stesso regista e del figlio di Goffredo, Guido Lombardo. Durante l'estate la pellicola è stata programmata in Tv dalla LA7.
Non va confuso con il film: Il sogno del principe di Salina, l'ultimo Gattopardo, regia di Andrea Battistini.